# Saint Dominic's Preview
Saint Dominic's Preview je šesté sólové studiové album irského písničkáře Van Morrisona. Jeho nahrávání probíhalo ve studiích Wally Heider Studios a Pacific High Studios v San Franciscu a ve studiu The Church v San Anselmu. O produkci se dělil Morrison s Tedem Templemanem. Album vyšlo v červenci 1972 u vydavatelství Warner Bros. Records.

## Seznam skladeb
Autorem všech skladeb je Van Morrison.
| Strana 1 (LP) | Strana 1 (LP)                                     | Strana 1 (LP) |
| Pořadí        | Název                                             | Délka         |
| ------------- | ------------------------------------------------- | ------------- |
| 1.            | Jackie Wilson Said (I'm in Heaven When You Smile) | 2:57          |
| 2.            | Gypsy                                             | 4:36          |
| 3.            | I Will Be There                                   | 3:01          |
| 4.            | Listen to the Lion                                | 11:07         |

| Strana 2 (LP)  | Strana 2 (LP)           | Strana 2 (LP) |
| Pořadí         | Název                   | Délka         |
| -------------- | ----------------------- | ------------- |
| 1.             | Saint Dominic's Preview | 6:23          |
| 2.             | Redwood Tree            | 3:03          |
| 3.             | Almost Independence Day | 10:05         |
| Celková délka: | Celková délka:          | 41:12         |

## Obsazení
- Van Morrison – zpěv, akustická kytara, rytmická kytara, dvanáctistrunná kytara, doprovodný zpěv
- Jules Broussard – tenorsaxofon, flétna
- Lee Charlton – bicí
- Bill Church – baskytara
- Ron Elliott – akustická kytara
- „Boots“ Houston – tenorsaxofon, doprovodný zpěv
- Mark Jordan – klavír
- Connie Kay – bicí
- Bernie Krause – Moog syntezátor
- Gary Mallaber – bicí, perkuse, vibrafon
- John McFee – steel guitar
- Doug Messenger – elektrická kytara, akustická kytara
- Ronnie Montrose – akustická kytara, doprovodný zpěv
- Mark Naftalin – Moog synthesizer, klavír
- Pat O'Hara – pozoun
- Janet Planet – doprovodný zpěv
- Tom Salisbury – klavír, varhany
- Rick Shlosser – bicí
- Ellen Schroer – doprovodný zpěv
- Jack Schroer – altsaxofon, barytonsaxofon
- Mark Springer – doprovodný zpěv
- Leroy Vinnegar – kontrabas